# رود نی‌نه
رود نی‌نِه (به انگلیسی: River Nene) یک رود در شرق انگلستان است که از سه منبع در نورث‌همپتون‌شر سرچشمه می‌گیرد. این رودخانه حدود ۱۰۰ مایل (۱۶۰ کیلومتر) طول دارد که حدود ۳٫۷ مایل (۶٫۰ کیلومتر) آن مرز بین کمبریج شایر و نورفولک را تشکیل می‌دهد. این رود دهمین رودخانهٔ طولانی‌تر در انگلستان است و از نورث‌همپتون تا ویلز به مسافت ۸۸ مایل (۱۴۲ کیلومتر) آن قابل کشتیرانی است.